# Ärans orden (Grekland)

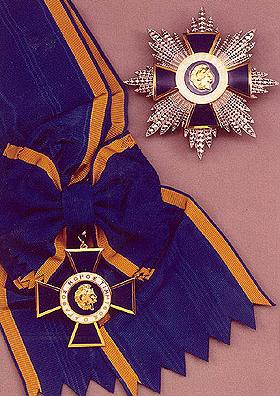
Storkorset och kraschan av Ärans orden.

Ärans orden (grekiska: Τάγμα Αριστείας της Τιμής, Tagna aristias tis timis), är en orden instiftad 1975 av den grekiska regeringen som en förtjänstorden i fem grader, vilken ersatte den kungliga Georg I:s orden. Orden utdelas av den grekiska regeringen till "framstående grekiska medborgare i kampen för fosterlandet, till ledande befattningshavare inom den offentliga förvaltningen, till framstående personligheter inom konst och litteratur samt framstående vetenskapsmän eller personer som utmärkt sig inom handel, sjöfart och industri. Den tilldelas även utlänningar som på grund av sin framstående position och genom deras personliga värde, har bidragit till främjandet av Grekland".

## Grader
Ärans orden har fem grader:
- Storkors (Μεγαλόσταυρος) - ordenstecknet bärs på ett ordensband över höger skuldra, samt kraschan på vänster bröst;
- Storkommendör (Ανώτερος Ταξιάρχης) - ordenstecknet bärs i en kedja, samt kraschan på vänster bröst;
- Kommendör (Ταξιάρχης) - ordenstecknet bärs i en kedja;
- Guldkors (Χρυσός Σταυρός) - ordenstecknet bärs på vänster bröst;
- Silverkors (Αργυρός Σταυρός) - ordenstecknet bärs på vänster bröst.

| Släpspännen | Släpspännen   | Släpspännen | Släpspännen | Släpspännen |
| ----------- | ------------- | ----------- | ----------- | ----------- |
| Storkors    | Storkommendör | Kommendör   | Guldkors    | Silverkors  |